# Pern-Lhospitalet
Pern-Lhospitalet est une commune nouvelle française dans le département du Lot et la région Occitanie, créée le 1er janvier 2025 et résultant de la fusion des communes de Lhospitalet et de Pern.

## Géographie

### Communes limitrophes
Les communes limitrophes sont  Castelnau-Montratier, Cézac, Fontanes, Labastide-Marnhac, Le Montat et Saint-Paul-Flaugnac.

## Histoire
La commune est créée le 1er janvier 2025 à la suite d'un arrêté préfectoral du 20 août 2024 par la fusion des communes de Lhospitalet et de Pern. Le chef-lieu de la commune nouvelle est fixé à la mairie de l'ancienne commune de Lhospitalet.

## Politique et administration
Jusqu'aux prochaines élections municipales françaises de 2026, le conseil municipal de la commune nouvelle est constitué de l'ensemble des membres en exercice des conseils municipaux des deux communes fondatrices.

### Liste des maires
| Période | Période  | Identité | Étiquette | Qualité |
| ------- | -------- | -------- | --------- | ------- |
| 2025    | En cours |          |           |         |

### Communes déléguées
| Nom                 | Code Insee | Intercommunalité   | Superficie (km2) | Population (dernière pop. légale) | Densité (hab./km2) |
| ------------------- | ---------- | ------------------ | ---------------- | --------------------------------- | ------------------ |
| Lhospitalet (siège) | 46172      | CC du Quercy Blanc | 14,65            | 499 (2022)                        | 34                 |
| Pern                | 46217      | CC du Quercy Blanc | 25,66            | 426 (2022)                        | 17                 |

## Population et société

### Démographie
L'évolution du nombre d'habitants est connue à travers les recensements de la population effectués dans la commune depuis sa création.

En 2022, la commune comptait 925 habitants.
| 2021 | 2022 |
| ---- | ---- |
| 928  | 925  |